# Palijativna skrb
Palijativna skrb je sveobuhvatna (zdravstvena, psihološka, socijalna i duhovna) skrb s ciljem pružanja potrebne njege bolesnicima s neizlječivom bolešću koja značajno skraćuje životni vijek. Nastoji se ublažiti bol i podići kvaliteta života bolesnika neizlječivih ili složenih bolesti. Hospicij je jedna od ustanova u kojoj se provodi palijativna skrb. Osnivačica pokreta palijativne skrbi je Engleskinja Cicely Saunders 1967. godine. Ona je nastojala omogućiti neizlječivim bolesnicima da umru u što udobnijim uvjetima.
Cilj je palijativne skrbi smanjiti bol i neugodne simptome bolesti kako bi bolesnik koji je u posljednjim stadijima neizlječivih bolesti ili ima kroničnu tešku bolest, što kvalitetnije živio. Zajedno surađuju liječnici, farmaceuti, socijalni radnici, medicinske setre i volonteri u suradnji s obiteljima pacijenata. Palijativna skrb odvija se u nekim bolnicama, u posebnim ustanovama hospicijima i u liječenju kod kuće. Palijativnom medicinom nastoji se pomoći bolesniku na tjelesnom, duševnom i duhovnom planu. Najčešće se radi o oboljelima od karcinoma i SIDE. Palijativna medicina u suprotnosti je s eutanazijom i asistiranim samoubojstvom. Nastoji se pomoći bolesniku, da živi što kvalitetnije i sa što manje boli do njegove prirodne smrti. Cicely Saunders jednom prigodom je izjavila: "Ako bolesnik traži da ga se ubije, podbacili smo u pružanju njege."
Palijativna skrb je područje zdravstvene zaštite koje se bavi 
sprječavanjem i ublažavanjem patnje bolesnika. Za razliku od hospicijske
skrbi, palijativna medicina je prikladna za bolesnike u bilo kojoj fazi bolesti,
uključujući oboljele od izlječive bolesti te kroničnih bolesti, kao i pacijente koji
se bliže kraju života. Palijativna medicina koristi multidisciplinarni pristup
skrbi za bolesnika, oslanjajući se na liječnike, farmaceute, medicinske sestre,
svećenike, socijalne radnike, psihologe i druge srodne zdravstvene stručnjake
tijekom izrade plana o ublažavanju patnje u svim segmentima života pacijenta.
Ovakva multidisciplinarnost omogućuje timski pristup palijativnoj skrbi tijekom
rješavanja fizičkih, emocionalnih, duševnih te socijalnih briga koje se javljaju s
napredovanjem bolesti.
Lijekovi i tretmani imaju palijativni učinak ako ublažavaju simptome
bez uklanjanja uzroka bolesti. To uključuje liječenje mučnine prouzrokovane
kemoterapijom ili nečeg jednostavnog poput morfija koji se upotrijebio za
liječenje prijeloma noge te ibuprofena za liječenje boli izazvanom gripom.
Iako pojam palijativne skrbi nije nov, većina liječnika su koncentrirani na
liječenje pacijenata. Tretmani za ublažavanje simptoma se smatraju opasnim
zbog stvaranja ovisnosti i drugih neželjenih nuspojava.
Usredotočenost na kvalitetu pacijentova života je uvelike povećana
tijekom posljednjih dvadesetak godina. U SAD-u trenutno 55% bolnica s više
od 100 kreveta nude programe palijativne skrbi te gotovo jedna petina javnih
bolnica ima takve programe. To predstavlja temelj zdravstvenih timova koji su se
posvetili isključivo palijativnoj skrbi.
Palijativna skrb je specijalizirana zdravstvena skrb za osobe oboljele
od teških bolesti. Usmjerena je na olakšavanje simptoma, boli i stresa od teške
bolesti - bez obzira na prognozu. Cilj je poboljšati kvalitetu života, kako pacijenta,
tako i njegove obitelji.
Palijativnu skrb omogućuje tim liječnika, medicinskih sestara te drugih
stručnjaka koji rade zajedno radi pružanja dodatne podrške. To je potrebno
u bilo koje doba i tijekom bilo koje faze ozbiljne bolesti te se može osigurati
zajedno s tretmanom liječenja.
Svjetska zdravstvena organizacija opisuje palijativnu skrb kao "postupak
koji poboljšava kvalitetu života bolesnika i njihovih obitelji koje se suočavaju s
problemima vezanim uz po život opasne bolesti, kroz prevenciju i olakšavanje
patnje putem ranog otkrivanja i točne procjene te liječenje boli i drugih
problema; fizičkih, psihosocijalnih i duševnih." Međutim, u općenitijem smislu,
pojam "palijativna skrb" se može odnositi na bilo koju skrb koja ublažava
simptome, bez obzira postoji li ili ne liječenje drugim sredstvima. Tako se
palijativni tretmani mogu koristiti za ublažavanje nuspojava ljekovitim
tretmanima, kao što je ublažavanje mučnine povezane s kemoterapijom.
Pojam "palijativna skrb" se sve više koristi za neke bolesti drugačije
od tumora, kao što su kronične, progresivne plućne bolesti, bubrežne bolesti,
kronično zatajivanje srca, HIV/AIDS i progresivna neurološka stanja. Osim toga,
brzo rastuće područje dječje palijativne skrbi je pokazalo potrebu pomaganja teško oboljeloj djeci.
Palijativna skrb:
• osigurava smanjenje bolova, olakšava disanje, uklanja mučninu i druge stresne simptome;
• zagovara život te umiranje prikazuje kao normalan proces;
• nema namjeru niti ubrzati niti odgoditi smrt;
• integrira psihološke i duhovne aspekte bolesnikove skrbi;
• nudi sustav potpore kako bi pacijenti živjeli što aktivnije;
• nudi sustav potpore kako bi se obitelj lakše nosila s bolešću;
• koristi timski pristup kako bi se ispunile potrebe pacijenata i njihovih obitelji;
• poboljšava kvalitetu života;
• primjenjuje se rano tijekom bolesti, u kombinaciji s drugim terapijama kojima se
namjerava produžiti život, poput kemoterapije ili zračenja.

Iako se smatra da palijativna skrb nudi široki spektar usluga, ciljevi
palijativnog liječenja su jasni: smanjenje patnje, uklanjanje boli te drugih
neugodnih simptoma, psihološka i duševna skrb, podrška pojedincu kako bi živio
što aktivnije, te podrška obitelji.
U Sjedinjenim Američkim Državama, usluge za neizlječive bolesnike i
programi palijativne skrbi imaju slične ciljeve; osiguravanje smanjenja simptoma
i kontrola boli. Ne-hospicijska palijativna skrb je prikladna za svakog pacijenta
s teškom, složenom bolešću, bez obzira da li se očekuje potpuni oporavak kako
bi pacijent živio dulje s kroničnom bolešću, ili progresija bolesti. Nasuprot tome,
iako je hospicijska skrb isto palijativna, izraz hospicij odnosi se na bolesnike s
prognozom do 6 mjeseci života.
Filozofija i multidisciplinarni timski pristup su slični i kod hospicija i kod
palijativne skrbi pružajući programe obuke. Najveća razlika između hospicija i
palijativne skrbi je pacijent: gdje se njihova bolest posebno odnosi na prognozu i
ciljeve/želje u odnosu na liječenje.

## Povijest
Palijativna skrb je utemeljena tijekom hospicijskog pokreta te se trenutno
široko koristi izvan tradicionalne hospicijske skrbi. Hospiciji su prvotno bila
mjesta odmora za putnike u 4. st. U 19. stoljeću redovnici su u Irskoj i Londonu
osnovali hospicije za umiranje. Moderni hospicij je relativno nedavno definiran,
a nastao je i raširio se u Velikoj Britaniji nakon osnivanja hospicija Sv. Kristofora
1967. Osnovala ga je Dame Cicely Saunders, koja se smatra osnivačem
modernog hospicijskog pokreta.
Hospicijski pokret se raširio u posljednjih nekoliko godina. U Velikoj
Britaniji tijekom 2005. godine bilo je nešto manje od 1700 hospicijskih ustanova
koje su se sastojale od 220 bolničkih jedinica za odrasle osobe s 3156 kreveta,
33 stacionarne jedinice za djecu s 255 kreveta, 358 usluga kućne njege, 104
hospicijskih usluga kod kuće, 263 dnevnih usluga, te 293 bolničkih timova. Ove
usluge su zajedno pomogle više od 250.000 bolesnika u 2003. i 2004. godini.
Financiranje varira od potpunog financiranja od strane Nacionalne zdravstvene službe do gotovo potpunog financiranja iz donacija, ali usluga je uvijek pristupačna bolesniku.
Hospicij u SAD-u se razvio od volonterskog pokreta kako bi se poboljšala
skrb za osobe koje umiru same i izolirane, do bolnica kao bitan dio zdravstvenog
sustava. U 2005. godini više od 1,2 milijuna ljudi i njihovih obitelji koristilo je
hospicijsku skrb. Hospicij je jedina olakšica Medicare-a koja uključuje lijekove,
medicinsku opremu, cjelodnevnu njegu i podršku voljenima prije smrti. Većina
hospicijske skrbi obavlja se kod kuće. Hospicijska skrb je također dostupna
ljudima u hospicijskim rezidencijama, staračkim domovima uz pomoć pravog
osoblja, bolnicama te zatvorima.
Prvi programi palijativne skrbi u bolnicama SAD-a počeli su tijekom
kasnih 1980-ih na nekoliko institucija kao što je Cleveland Clinic Medical
College u Wisconsinu. Od tada je došlo do značajnog povećanja broja programa
palijativne skrbi po bolnicama, koji sada broje više od 1400. 80% američkih
bolnica s više od 300 kreveta koriste takve programe.
Istraživanje iz 2010. godine o dostupnosti palijativne skrbi u 120
američkih onkoloških bolnica pokazalo je sljedeće: samo 23% takvih bolnica ima
krevete koji su namijenjeni palijativnoj skrbi, 37% pruža bolničke hospicijske
usluge, 75% ima srednje vrijeme upućivanja na palijativnu skrb od 30 do 120
dana; istraživačke programe, zadruge palijativne skrbi i obvezne rotacije za nove
onkološke bolesnike su rijetkost.
Rezultati istraživanja iz 2010. godine u The New England Journal of
Medicine pokazali su da su pacijenti koji boluju od raka pluća i kojima je rano
pružena palijativna skrb manje depresivni, povećana im je kvaliteta života te
prežive 2,7 mjeseci duže od onih koji koriste standardnu onkološku njegu.
Bolnice s programima palijativne skrbi danas brinu za neterminalne
bolesnike jednako kao i za hospicijske bolesnike. “Zaštita pacijenta i pristupačna
njega” (PPACA) trenutno raspravlja u Senatu o proširenju palijativne skrbi u
SAD-u.
Prvi europski centar posvećen poboljšanju palijativne i terminalne
skrbi bolesnika osnovan je u Trondheimu (Norveška) 2009. godine. Centar je
utemeljen na medicinskom fakultetu NTNU i u sv. Olavs bolnici/Trondheim
Sveučilišnoj bolnici te nadzire djelovanja između skupina i pojedinih istraživača
diljem Europe, osobito iz Škotske, Engleske, Italije, Danske, Njemačke i Švicarske,
uz SAD, Kanadu i Australiju.

## Procjena simptoma
Metoda za procjenu simptoma u bolesnika kojima je pružena palijativna
skrb je Edmontonska skala procjene simptoma (ESAS), koja se sastoji od osam
vizualnih analognih razina (VAS) od 0 do 10, te koje ukazuju na razinu boli,
aktivnosti, mučnine, depresije, tjeskobe, pospanosti, gubitka apetita te osjećanja,
a ponekad i otežanog disanja. Na ljestvici 0 označava odsutnost simptoma, a 10
najgore moguće stanje. U stvaranju te ljestvice nisu sudjelovali samo pacijenti,
već i medicinske sestre te rođaci oboljelih.

## Nadziranje simptomima
Lijekovi koje koriste bolesnici pri palijativnoj skrbi koriste se drugačije od
standardnih lijekova, što je utvrđeno na temelju brojnih dokazanih ispitivanja.
Primjeri su antipsihotici za liječenje mučnina, antikonvulzivi protiv boli, morfij
za liječenje dispneje. Načini primjene mogu se razlikovati od akutne ili kronične
skrbi, jer mnogi pacijenti gube sposobnost gutanja. Zajednička alternativna
primjena je potkožna, jer nije toliko traumatična i teška kao intravenska
primjena. Ostali načini primjene su podjezična, potkožna, intramuskularna i
transdermalna. Lijekovi se koriste uglavnom kod kuće uz pomoć članova obitelji
ili pomoć medicinskih tehničara.

## Suočavanje s problemima
Ključ učinkovitosti palijativne skrbi je sigurnost u rješavanju
fizičke i psihičke boli pojedinca, tj. njegove sveukupne patnje. Takav koncept je
izmislio Cicely Saunders, a sada se naširoko primjenjuje, na primjer od strane
ljudi kao što su Twycross ili Woodruff. Suočavanje s cjelokupnom patnjom
uključuje mnoge probleme, počevši od liječenja fizičkih simptoma kao što su bol,
mučnina i otežano disanje. Timovi za palijativnu skrb postali su vrlo vješti u
propisivanju lijekova za tjelesne simptome te u demonstriranju kako se lijekovi
poput morfija mogu sigurno koristiti u svrhu održavanja potpune sposobnosti i
funkcije pacijenta. Međutim, kada pacijent ima fiziološke simptome, često
postoje i psihološki, socijalni ili duševni simptomi. Interdisciplinarni tim, koji u
pravilu uključuje i socijalnog radnika ili savjetnika te svećenika, može imati
bitniju ulogu u pomaganju pacijentu i obitelji kako bi se nosili s posljedicama
nego same medicinske/farmakološke intervencije. Najčešći problem bolesnika
pod palijativnom skrbi su bol, strah za budućnost, gubitak samostalnosti, briga
za svoju obitelj te osjećaj sputavanja. Dok jedni pacijenti žele razgovarati o
psihološkim ili duševnim problemima a drugi ne žele, bitan je individualni
pristup svakom pojedincu te njihovim partnerima i obitelji u ovoj vrsti pomoći.
Onemogućavanje pojedincu i njegovoj obitelji da dokuče psihološke ili duhovne
probleme je jednako štetno kao i prisiljavati ih da se bave problemima koje
nemaju ili problemima s kojima se ne žele suočavati.

## Pružanje usluga
Budući da palijativna skrb ima sve širi raspon djelovanja kod bolesnika s
različitim stadijima bolesti, slijedi da tim za palijativnu skrb nudi čitav niz skrbi.
To može varirati od upravljanja fizičkim simptomima u bolesnika koji primaju
terapiju za rak, za liječenje depresije u bolesnika s uznapredovalom bolesti te
na brigu o pacijentima u terminalnoj fazi bolesti. Velik dio rada uključuje pomoć
pacijentima sa složenim ili teškim fizičkim, psihološkim, socijalnim i duševnim
problemima. U Velikoj Britaniji u više od polovice bolesnika je poboljšanje
dovoljno da se vrate kući. Većina hospicijskih organizacija pruža savjetovanje
pacijentovom partneru ili obitelji u terminalnom stadiju bolesti.
U SAD-u hospicij i palijativno skrbništvo predstavljaju dva aspekta njege
sa sličnom filozofijom, ali različitim sustavima plaćanja i smještaja usluge. Usluge
palijativne skrbi su najčešće smještene u bolnicama za akutnu skrb tako da
su organizirane oko interdisciplinarnog savjetovanja s ili bez akutne bolničke
palijativne skrbi štićenika. Palijativna skrb se može osigurati u pacijentovu
domu kao poveznica između tradicionalnih američkih programa kućne njege i
hospicijske skrbi ili osigurati u objektima dugoročne njege. Usporedbe radi, više
od 80% hospicijske skrbi u SAD-u provodi se u pacijentovoj kući podsjećajući
da neki oboljeli borave u objektima dugoročne njege a neki u samostalnim
hospicijskim stambenim objektima. U Velikoj Britaniji hospicij se smatra jednim
dijelom specijalizirane palijativne skrbi te nema razlike između 'hospicija'
i 'palijativne skrbi‘.
U Velikoj Britaniji palijativna skrb nudi bolničku skrb, njegu u kući,
dnevnu skrb i ambulantne usluge te usku suradnju s glavnom uslugom. Hospiciji
često nude cijeli niz usluga te stručnjaka i za mlade i za odrasle pacijenate.
U SAD-u palijativna skrb se može ponuditi svakom bolesniku bez
ograničenja s obzirom na vrstu bolesti ili prognozu. No, hospicijska skrb pod
okriljem “Medicare Hospice Benefit-a” zahtijeva da dvojica liječnika potvrde
kako pacijent ima manje od šest mjeseci života ako će biti podvrgnut njihovom
tretmanu. Ali to ne znači da će pacijent biti otpušten iz hospicija ako još uvijek
živi nakon tih šest mjeseci. Takva ograničenja ne postoje u drugim zemljama
poput Velike Britanije.

## Osoblje
U većini zemalja hospicij i palijativnu skrb osigurava interdisciplinarni
tim sastavljen od liječnika, medicinskih sestara, registriranih suradnika,
socijalnih radnika, hospicijskih svećenika, farmaceuta, fizioterapeuta, radnih
terapeuta, komplementarnih terapeuta, volontera i, što je najvažnije, obitelji.
Cilj tog tima je optimizirati udobnost pacijenta. Među dodatnim članovima tima
nalaze se i asistenti s ovjerenim skrbničkim vještinama ili kućni zdravstveni
suradnici, zatim volonteri (uglavnom neobučeni, ali neki predstavljaju vješto
medicinsko osoblje) te kućepazitelji. U SAD-u je podspecijalizacija hospicija i
palijativne medicine osnovana 2006. godine, kako bi se omogućila stručnost u
njezi bolesnika s ograničenim životom, uznapredovalom bolešću te ozbiljnim
ozljedama; popuštanje neugodnih simptoma, koordinaciju interdisciplinarnih
pacijenata i obitelji u središtu skrbi u različitim situacijama, korištenje
specijaliziranih sustava skrbi, uključujući hospicije, nadziranje neposredno
umirućeg pacijenta te donošenje pravnih i etičkih odluka u terminalnoj skrbi.
Skrbnici, i obitelj i volonteri, su ključni za sustav palijativne skrbi. Skrbnici
i pacijenti često tvore trajna prijateljstva tijekom njege. Kao posljedica se
može pojaviti emocionalno i fizičko naprezanje skrbnika. Kako bi njegovatelji
predahnuli tu su neke od usluga koje pružaju hospiciji za promicanje skrbničkog
blagostanja. Zamjena može trajati od nekoliko sati do nekoliko dana (potonji
se obično osigurava ostavljanjem pacijenta u staračkom domu ili u hospicijsku
ustanovu na nekoliko dana).
U američkom odboru certificianja liječnika palijativne skrbi “Američka
uprava za hospicij i palijativnu medicinu” je nedavno to promijenila kroz neku
od 11 različitih specijalizacija kroz postupak odobren od strane ABMS-a. Više od
50 stipendijskih programa pruža jednu do dvije godine specijaliziranog treninga
nakon primarne rezidencije. Palijativna skrb je u Velikoj Britaniji zasebna
specijalizacija od 1989. i osposobljavanje podliježe istim propisima “Royal
College of Physicians” kao i druge medicinske specijalnosti.

## Sredstva
Financiranje hospicija i usluga palijativne skrbi se razlikuju. U Velikoj
Britaniji i mnogim drugim zemljama svi oblici palijativne skrbi se nude besplatno
pacijentima i njihovim obiteljima, bilo putem nacionalnog zdravstvenog
sustava (kao u Velikoj Britaniji) ili dobrotvornog rada u suradnji s lokalnim
zdravstvenim službama. Usluge palijativne skrbi u SAD-u plaćaju dobročinitelji,
mehanizmi za naknadu usluga ili bolnice izravno, a hospicijska skrb je osigurana
kao “Medicare benefit”, slične hospicijske pogodnosti koje nudi “Medicaid” i
većina privatnih zdravstvenih osiguravatelja. Pod Medicare Hospice Benefit
(MHB) pacijent potpisuje “Medicare part B” (hitno bolničko plaćanje) i upisuje
u MHB putem “Medicare part B” s izravnom skrbi koju osigurava hospicijska
agencija ovlaštena od Medicare-a. Pod uvjetima MHB-a hospicijska agencija
je odgovorna za plan zaštite i ne može naplatiti pacijentu usluge. Hospicijska
agencija, zajedno s pacijentovim liječnikom, odgovorna je za utvrđivanje plana
zaštite. Svi troškovi u vezi s terminalnom bolesti isplaćuju se po dnevnoj stopi
(~ US $ 126/dan) koju hospicijska agencija dobiva od Medicare-a - to uključuje
sve lijekove i opremu, skrb, socijalnu službu, svećeničke posjete i druge usluge
koje agencija smatra prikladnima. Medicare ne plaća skrbičku njegu. Pacijenti se
također mogu povući iz MHB-a i vratiti u “Medicare Part A” te se kasnije ponovno
upisati u hospicij.

## Primanja
Liječnici koji pružaju palijativnu skrb ne dobivaju uvijek potporu za svoj rad
od pacijenata, članova obitelji i zdravstvenih djelatnika, odnosno svojih kolega
kako bi se smanjila patnja i slijedile pacijenove želje u terminalnoj skrbi. Više od
polovice liječnika je u jednom istraživanju reklo kako su članovi obitelji njihovih
pacijenata, drugi liječnici ili drugi zdravstveni djelatnici tijekom posljednjih
pet godina okarakterizirali njihov rad kao "eutanaziju, ubojstvo, ili ubijanje".
Četvrtina njih je primila slične komentare od svojih prijatelja ili članova obitelji,
ili čak od pacijenta.

## Internet kao izvor
Neki od stručnjaka za palijativnu skrb koriste internet pri svom radu. U novije
vrijeme stručnjaci za palijativnu skrb koriste prednosti učenja preko interneta.

## Vanjske poveznice
- Strateški plan razvoja palijativne skrbi u Republici Hrvatskoj za razdoblje 2014.-2016.  Arhivirana inačica izvorne stranice od 3. veljače 2014. (Wayback Machine)
- Repozitorij dokumenata o palijativi (prevodi evropskih dokumenata, edukacijski materijali, menadžerski alati)  Arhivirana inačica izvorne stranice od 6. prosinca 2013. (Wayback Machine)